# 竹田道太郎
竹田 道太郎（たけだ みちたろう、1906年(明治39年)11月6日 - 1997年(平成9年)12月10日）は、日本の美術評論家。
新潟県柏崎市出身。早稲田大学文学部ドイツ文学科卒業。都新聞社の記者を経て、1936年2月から朝日新聞社記者。社会部、学芸部、雑誌編集室で美術関係の記事を担当した。近代日本の日本画家を対象として評論活動をおこなった。1961年朝日新聞社を定年退社。定年後は女子美術大学教授、武蔵野美術大学教授を務めた。

## 著書
- 『新聞における美術批評の変遷』（朝日新聞調査研究室報告 社内用） 1955
- 『画壇青春群像』（雪華社） 1960
- 『美術記者30年』（朝日新聞社） 1962
- 『日本近代美術史』（近藤出版社） 1969
- 『続 日本美術院史』（中央公論美術出版） 1976
- 『大正の日本画 現代美の源流を探る』（朝日新聞社） 1977
- 『近代日本画を育てた豪商 原三渓』（有隣堂、有隣新書） 1981
- 『巨匠達が生れる迄』（真珠社） 1985
- 『安田靫彦 清新な美を求め続けた日本画家』（中央公論美術出版） 1988 - 新書判
- 『新聞における美術批評の変遷』（ゆまに書房） 2010

### 共著・解説
- 『日本画とともに 十大巨匠の人と作品』（鈴木進共著、雪華社） 1957
- 『小林古径』（集英社、現代日本美術全集5） 1971
- 『福田平八郎』（矢内原伊作共著、集英社、現代日本美術全集6） 1973
- 『鏑木清方』（編著、講談社、日本の名画19） 1973
- 『鏑木清方 / 上村松園 / 竹久夢二』（内山武夫, 長田幹雄共編著、講談社、日本の名画9） 1977
- 『小林古径 / 安田靫彦』（小学館、現代日本絵巻全集8） 1983

## 参考
- デジタル版日本人名大辞典